# Irreplaceable
«Irreplaceable» es una canción interpretada por la cantante estadounidense de rhythm and blues Beyoncé, incluida en su segundo álbum de estudio B'Day (2006). Beyoncé, Ne-Yo, Mikkel S. Eriksen, Tor Erik Hermansen, Espen Lind y Amund Bjørklund la compusieron, mientras que la producción corrió a cargo de Ne-Yo, Stargate y de la cantante. «Irreplaceable» inicialmente era una canción de country; fue regrabada como una balada R&B on algunas modificaciones líricas e instrumentales. Durante la producción y sesiones de grabación, Beyoncé y Ne-Yo querían crear una canción que las personas de ambos sexos pudieran relacionarse. La letra es acerca de la ruptura de una relación con un hombre infiel y contiene un mensaje sobre el poder de la emancipación de la mujer.
«Irreplaceable» fue lanzada como segundo sencillo internacional y tercero en general de B'Day a finales de 2006 por la compañía discográfica Columbia Records. La canción fue bien recibida por los críticos contemporáneos, quienes citaron su producción distinta en comparación con la mayoría de las canciones que aparecen en el álbum, y cumplimentaron su gancho, «To the left, to the left». Pitchfork Media y Rolling Stone la incluyeron en su lista de mejores canciones de la década del 2000. «Irreplaceable» ganó varios premios, entre ellos al mejor sencillo de R&B/soul en los Soul Train Music Awards de 2007 y también fue nominada a la mejor grabación del año en los premios Grammy de 2008.
«Irreplaceable» se convirtió en un éxito internacional, logrando el top 5 en once países, incluyendo Estados Unidos, en donde logró su cuarto número 1 por diez semanas consecutivas, haciéndolo el sencillo más exitoso de B'Day en ese país; también logró ser el sencillo mejor vendido de 2007 en los Estados Unidos y fue certificado doble platino por la Recording Industry Association of America (RIAA). Se convirtió en el segundo sencillo de Beyoncé en sobrepasar la marca de los 200 millones de audiencia estimada durante su emisión en la radio en 2006. Fue la segunda cantante en conseguir tal éxito en Estados Unidos, la primera había sido Mariah Carey con «We Belong Together» (2005) y «Shake It Off» (2005), que lograron sobrepasar la misma marca de audiencia en 2005. «Irreplaceable» fue el décimo sencillo digital de mayor venta del 2007 con más de 4,6 millones de copias vendidas en todo el mundo.
Su vídeo musical fue dirigido por Anthony Mandler y sirvió como la actuación debut de la banda Suga Mama, grupo acompañante de Beyoncé conformada solo por mujeres. El clip fue incluido en el DVD B'Day Anthology Video Album (2007), además, se produjo un vídeo alternativo para su versión en español, titulada «Irreemplazable». Fue reconocido como el vídeo del año en los premios Black Entertainment Television (BET) de 2007 y fue nominado como vídeo del año en los premios MTV Video Music Awards 2007. «Irreplaceable» ha aparecido regularmente en las giras internacionales de Beyoncé y presentaciones en vivo desde 2006. La American Society of Composers, Authors and Publishers (ASCAP) reconoció a la canción como una de las más interpretadas de 2007 en los ASCAP Pop Music Awards. «Irreplaceable» ha sido versionada por diferentes artistas, incluyendo la cantante de country Taylor Swift y la banda estadounidense Sleigh Bells.

## Producción y grabación
Inicialmente, «Irreplaceable» fue escrita para la cantante estadounidense Chrisette Michele. El equipo de producción Stargate y el cantautor Ne-Yo habían escrito para el segundo álbum de Beyoncé B'Day, pero Tor Erik Hermansen de Stargate dijo que no podían haber ido en la dirección que hicieron en la canción. La melodía no se ajustaba a la voz de Beyoncé, y Ne-Yo escribió la letra desde una perspectiva masculina, a pesar de que no se basó en sus experiencias personales. Ne-Yo escribió la canción en el estilo country, pensando en cantantes de ese género como Shania Twain y Faith Hill durante las sesiones. Cuando Ne-Yo escucho tocar la canción con una guitarra, pensó que sonaba como música occidental country. Pero cuando la batería se incorporó en la música, la canción fue traída a un ambiente R&B, y Ne-Yo había considerado hacer una canción R&B-country en su lugar.

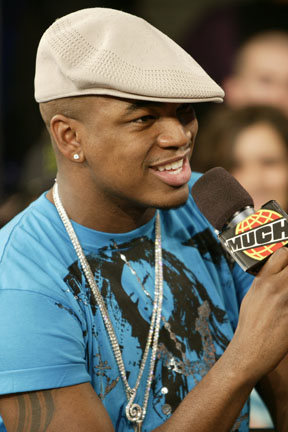
Ne-Yo colaboró en la composición y producción de «Irreplaceable».

Cuando el equipo trabajó con Ne-Yo, grabaron la canción con un vocalista masculino. Sin embargo, pensaron una vocalista femenina sería más adecuada, y Ne-Yo también pensaba que era empoderamiento para una mujer al cantarla. Eriksen dijo que era una persona de A&R que sugirió que la canción iba a funcionar mejor cantada por una mujer. Mientras que Beyoncé trabajaba en el material del álbum, se mostró satisfecha con el demo de la canción que fue presentado a ella. Sin embargo, «Irreplaceable» no parecía encajar en B'Day, que se suponía que era «un álbum del club contundente». Swizz Beatz, quien estaba trabajando en B'Day, declaró que Beyoncé estaría «loca» al no incluir la canción en el disco. Beyoncé pidió cambios a la canción, incluyendo la adición de los tambores, los arreglos vocales y el canto en un registro superior a la del demo. Espen Lind y Amund Bjørklund, del equipo de producción noruego Espionage, escribieron la estructura de acordes y la parte de guitarra. En una entrevista con MTV, Ne-Yo dijo: «Beyoncé tenía algunas cosas que quería que salieran de su pecho», mientras admitía que el objetivo de hacer un tema que las mujeres pudieran relacionarse, en consonancia con el tema del álbum.
La grabación fue dirigida por Jim Caruana y mezclada por Jason Goldstein en los estudios Sony Music en Nueva York. Goldstein fue contratado para mezclar las canciones de B'Day. Él dijo: «Esta canción fue muy fácil de mezclar. Fue producida por Stargate y los sonidos son muy buenos y todos ellos tenían sentido, y no había mucho espacio para todos los instrumentos». Goldstein utilizó un ecualizador de pensión para el trato de los tambores. Para las guitarras acústicas, utilizó el flanger análogo de un espacial expansor TC 1210 «para endulzar el sonido» y darles «un poco más de margen». Goldstein pensó que «Irreplaceable» sonaba «un poco [a un tema] de la vieja escuela», el eco de una nota corchea delay fue colocada en la voz principal de la canción en 341ms, utilizando el software conector Echo Farm. Para los coros, Goldstein utilizó el Echo Farm con una nota negra delay en 682ms y un compresor/limitador Oxford Dynamics de Sony en el modo mono-dual.
El compresor se colocó en una configuración clásica, para emular el amplificador de nivelación LA-2A, y el botón Warmth utilizado para añadir armónicas. El Oxford Dynamics fue utilizado para el bajo en un entorno diferente. Goldstein pasó la mezcla final a través de la Oxford EQ y el conector Inflator. El software Pro Tools se utilizó para imprimir la pista auxiliar en un disco compacto de 44.1kHz/24 bit y luego en un disco masterizado de 24 bits. Después de las sesiones de «Irreplaceable» terminaran, Hermansen, dijo que «todos se sentían que habían capturado algo especial y que Beyoncé había hecho justicia a la pista», pero todavía había preocupación de que la radio urbana no pudiera reproducir la pista, ya que aparecen guitarras acústicas y tenía más de un apelación pop. «Pero luego se convirtió en la mejor grabación urbana... desde siempre», dijo Hermansen.

### Controversia en la escritura
Una controversia surgió en los créditos de escritura de «Irreplaceable». Ne-Yo dijo a MTV: «Al parecer, Beyoncé fue a un show de alguna parte y justo antes de la canción saliera a ella dijo: "Yo escribí esto para mis chicas" y entonces la canción vino de... La canción es una co-escritura. Yo escribí la letra, escribí todas las letras. Beyoncé me ayudó con las melodías y armonías y el arreglo vocal y eso lo hace una compañera de escritura. Significado mi contribución y la contribución de lo que es esa canción». En 2011, Ne-Yo dijo que escribió la canción para él, pero pensó que sería más adecuada para Beyoncé, y más tarde lamentó dársela a ella. Algunos de los admiradores de la cantante leyeron el comentario de Ne-Yo como una falta de respeto hacia ella. No obstante, aclaró su comentario posterior a través de Twitter, escribiendo: «Dije que originalmente escribí la canción para mí [...] Una vez que me di cuenta de cómo la canción se encuentra con si [fuese] cantada por un hombre, eso es cuando me decidí a regalarla».

## Descripción

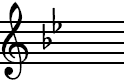
Armadura de si mayor, tonalidad en la que está compuesta la canción.

«Irreplaceable» es una balada pop de un tempo medio con influencias de rhythm and blues. De acuerdo con la partitura publicada en Musicnotes por EMI Music Publishing, está compuesta en la tonalidad de si ♭ mayor con un tempo moderado de 88 pulsaciones por minuto. El rango vocal de Beyoncé se extiende por cerca de dos octavas y media, a partir de si♭1 a mi♭4. «Irreplaceable» utiliza una guitarra acústica rasgada suavemente, siguiendo la serie de acordes si♭4—fa♭4—do♭6—mi♭6/8. Hermansen y Eriksen combinan la progresión armónica clásica en una guitarra acústica, un sonido moderno que suena como los latidos del 808 y violonchelos. Al Shipley de la revista Stylus Magazine señaló que el rasgueo de la guitarra es similar al de «Hate That I Love You» (2007) de la cantante barbadense Rihanna. Rob Sheffield de Rolling Stone dijo que «With You» (2007) de Chris Brown, producida por Stargate, también cuenta con el mismo elemento. Él escribió: «"With You" es convencedora, aunque se puede decir inmediatamente que los productores Stargate sólo estaban tratando de lanzar "Irreplaceable" una vez más». Hillary Crosley de Billboard también comparó ambas canciones y exclamó que «With You» «se inclina un poco demasiado» a «Irreplaceable».

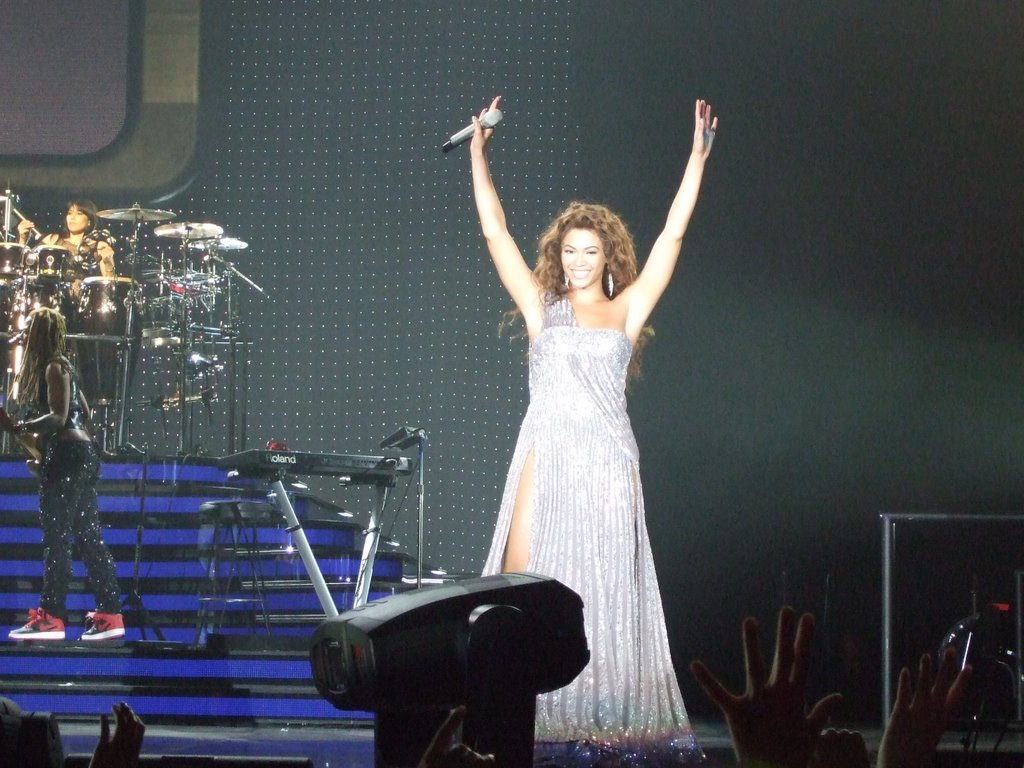
Beyoncé interpretando «Irreplaceable» durante la gira The Beyoncé Experience en 2007.

Bill Lamb de About.com comentó que el tema del empoderamiento femenino de «Irreplaceable» tiene similitudes con la novela de Terry McMillan de 1995, Waiting to Exhale. Jim DeRogatis del Chicago Sun-Times escribió que «Irreplaceable» se asemeja a las baladas cantadas por Whitney Houston. D. Spence de IGN escribió que la canción fue inspirada por las obras de Aretha Franklin, ya que la canción se compone de diferentes variaciones de sonidos guturales y el rango de octava. La letra es acerca de una ruptura de una mujer hacia su novio después de que ella descubre su infidelidad, y la canción «suena muy parecida a una declaración de independencia». Lamb señaló que la canción tiene «fuertes letras con un punto inconfundible sobre la resistencia femenina». Sarah Rodman de The Boston Globe escribió: «Con un alcance hasta ahora desconocido de los matices, Beyonce combina la angustia, la bravuconería y la ira mientras le dice a un canalla que está lejos de ser insustituible- y que, de hecho, su nuevo hombre va a llegar en un momento». Hermansen dijo que «Irreplaceable» es una canción que «la gente de todas las clases sociales puedan disfrutar». Beyoncé dijo que la canción es «un poco honesta», y, «... básicamente no podemos olvidar nuestro poder y nuestro valor. Y a veces estás tan enamorado, que te olvidas de eso. Y a veces te sientes como si no [pudieras] volver a ser apreciada. Y a veces olvidas que pueden ser sustituidos».
La letra de «Irreplaceable» sigue el patrón estrofa—pre–estribillo—estribillo. Inicia con rasgueo de guitarra, y Beyoncé canta el gancho/intro, «To the left, to the left» («A la izquierda, a la izquierda»), tres veces en compases alternos, y continúa: «Everything you own in a box to the left» («Todo lo que posees en una caja a la izquierda»). En siguiente compás, ella canta el primer verso, en donde discute con su novio de la indiferencia de su relación, y le dice que se aleje. El pre–estribillo y estribillo continúan: «You must not know 'bout me [bis] I can have another you by tomorrow / I could have another you in a minute ... Don't you ever for a second get to thinking / You're irreplaceable» («No debes saber de mí [bis] Yo puedo tener otro como tú para mañana / Podría tener otro tú en un minuto ... No vuelvas a pensar por un segundo / que eres irremplazable»). En el segundo verso, Beyoncé recuerda el momento en que descubre la infidelidad de su novio. El mismo patrón se lleva al segundo estribillo. Hacia el final, canta el puente, donde ella le dice a su amante «Replacing you is so easy» («Reemplazarte es tan fácil»). La canción termina con un coro improvisado. Rodman señaló que Beyoncé canta algunas partes en un mismo registro más alto «que complementa la sensibilidad herida de la letra».

## Publicación

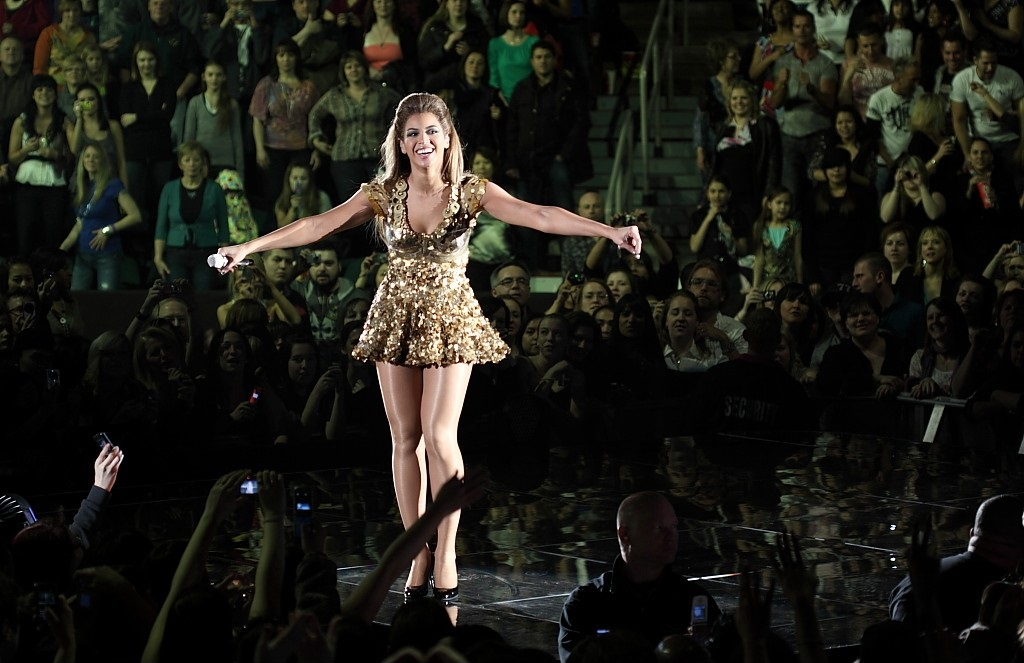
Beyoncé interpretando «Irreplaceable» durante la gira I Am... World Tour.

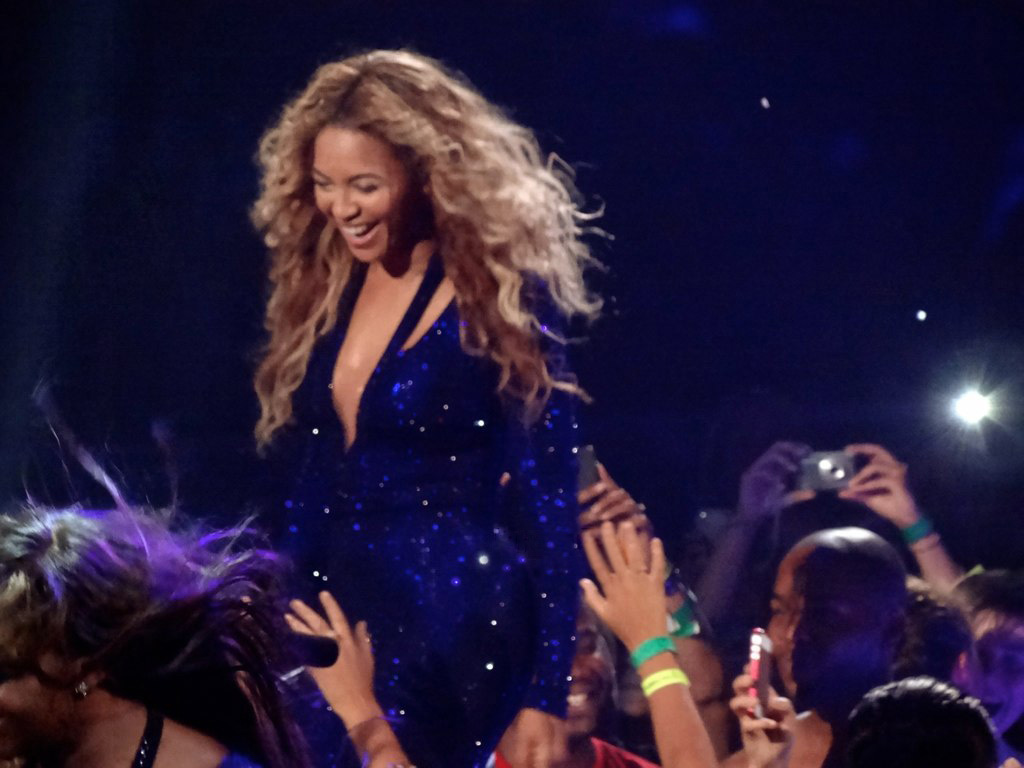
Beyoncé interpretando «Irreplaceable» durante la gira The Mrs. Carter Show World Tour.

Durante la producción de «Irreplaceable», Hermansen pensaba que la pista no reproduciría en la radio, debido a las guitarras acústicas, y que la considera demasiado orientada al pop. Hermansen no esperaba que la canción pudiera adaptarse a cualquier género. A pesar de su predicción, la canción se convirtió en un éxito en las listas de música urbana. Fue escuchada en Nueva York y en las emisoras de música country. Poco después del lanzamiento, Beyoncé dijo a MTV: «Me encanta "Irreplaceable". Creo que es importante contar con ese tipo de canciones. He tenido a tantas personas que vienen a mí llorando, diciendo: "Yo experimenté mi primera ruptura. Si no fuera por la canción, yo no sería lo suficientemente fuerte como para no llamar. No sabía lo mucho que valgo". Estoy feliz de ser parte de eso».
En los mercados internacionales, «Irreplaceable» se publicó como el segundo sencillo de B'Day. Dos diferentes formatos de la canción fueron lanzados en el Reino Unido el 26 de octubre de 2006: el disco compacto contenía la versión original de la canción y una remezcla de «Ring the Alarm», mientras que un maxisencillo incluía la versión del álbum de «Irreplaceable», tres remixes de «Ring the Alarm» y su vídeo musical. En los Estados Unidos, «Irreplaceable» fue publicada como tercer sencillo del álbum, procedente de «Ring the Alarm». El sencillo fue lanzado el 5 de diciembre de 2006, y contó con la versión del álbum e instrumental de la pista. Asimismo, un disco de vinilo de 12 pulgadas se publicó en el Reino Unido y los Estados Unidos, el cual contenía la pista original de «Irreplaceable», la versión instrumental y dos temas diferentes de «Ring the Alarm». Un EP publicado en diferentes regiones contiene las versión original de la canción y dos remezclas de «Déjà Vu».
Beyoncé grabó una versión en español titulada «Irreemplazable». Fue lanzada como primer y único sencillo de su EP Irreemplazable en 2007. El EP también contiene una remezcla Norteña de la canción y canciones regrabadas y mezcladas de B'Day, como «Listen», «Beautiful Liar» y «Get Me Bodied». Tras el terremoto y tsunami ocurrido en la región de Tōhoku de Japón en 2011, «Irreplaceable» fue incluida en la lista de canciones del álbum recopilatorio Songs for Japan como parte de la recaudación de fondos para las víctimas del sismo. Tras su presentación en el Festival de Glastonbury de 2011, la canción se lanzó como sencillo promocional en el Reino Unido.

## Recepción de la crítica

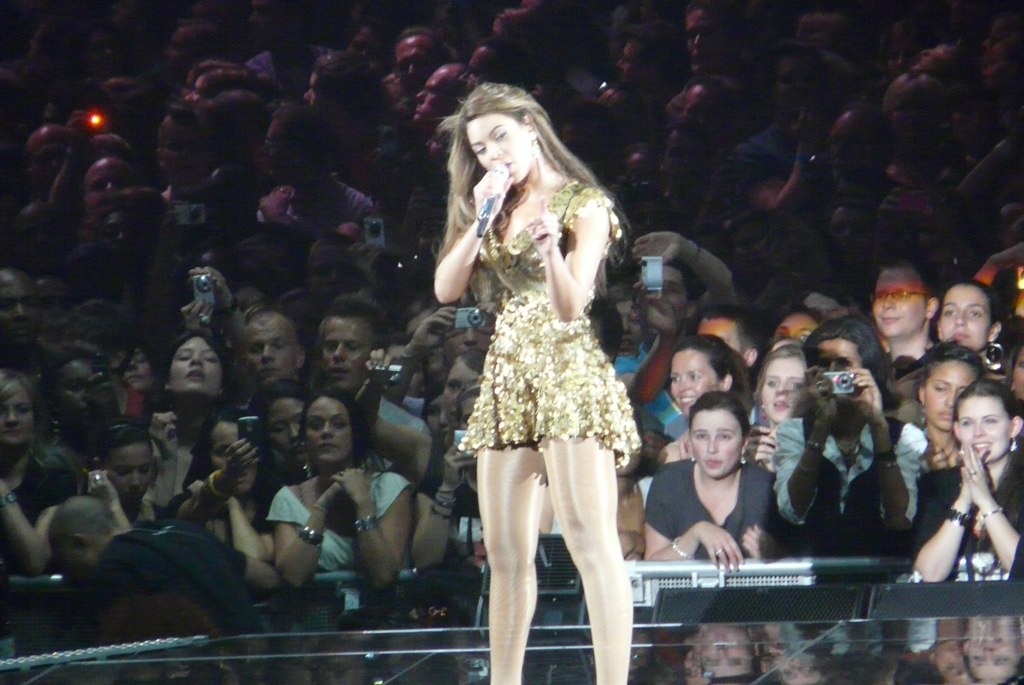
Beyoncé interpretando «Irreplaceable» durante la gira I Am... World Tour (2009-10).

### Reseñas
«Irreplaceable» fue bien recibida por los críticos contemporáneos ya que elogiaron su melodía y el gancho «To the left, to the left», asimismo como una pista destacada de B'Day. Bill Lamb de About.com felicitó a Stargate por la simple producción orientada hacia el pop, y escribió que los oyentes «estarán cantando el gancho en [su] cabeza durante el resto del día». Lamb la describe adicionalmente como una «disposición magnífica, ligeramente oscilante» por parte de los productores. Jody Rosen de la revista Entertainment Weekly señaló que la canción es «una melodía cadenciosa diferente a todo que Beyoncé haya realizado alguna vez». Spence Abbott de IGN comentó que es «una canción feliz» y «brillante», además la considera como uno de los «números más conmovedores del álbum». Sarah Rodman de The Boston Globe escribió que la canción es «suave pero enloquecedoramente enganchadora». Roger Friedman de Fox News Channel redactó que «Irreplaceable» es una «balada inteligente» y la canción más memorable de B'Day. Y añadió que tiene el mayor potencial para capturar rápidamente a los admiradores, y que es la única canción del álbum que «en realidad se podría querer cantar». Tim Finney de Pitchfork Media llamó a «Irreplaceable» la mejor canción en B'Day y alabó su producción en general, escribiendo: 
«Antes, el enfoque de Beyoncé a la angustia era siempre literal, su voz y sus palabras declamando sus sentimientos con sinceridad estudiada que a veces era difícil de creer, por no hablar de conectar. "Irreplaceable" es la primera canción en la que Beyoncé se encuentra a sí misma, y la forma en que su voz delata perfectamente esa mentira [...] al mismo tiempo hace que su más sofisticada y más honesta actuación hasta la fecha».
 Mike Joseph de PopMatters comentó: «"Irreplaceable" es reveladora; fue co-escrita por Ne-Yo, quien no puede ser el motor vocalista [ya que] Beyonce lo es, pero tiene habilidades mucho más fuertes como compositor. Es la mejor canción del disco —tal vez la Sra. Knowles debe tener una indirecta». El crítico musical Robert Christgau la considera como «un tema clave» del álbum junto con «Suga Mama», además declaró que el gancho «subsume» el significado de la canción. Chet Betz del sitio web Cokemachineglow.com considera que las canciones lentas «arruinan» los discos de pop, pero que Beyoncé en «Irreplaceable» «anula cualquier apariencia de arco dramático». Jaime Gill de Yahoo! Music catalogó a la canción como una «una falla» y como «el granizado [al estilo de] Diane Warren». Clover Hope de Billboard aseguró que ya era tiempo de que Beyoncé « finalmente se asienta lo suficiente» para hacer un tema «sensible», además señaló que «es cantada «a pleno pulmón».

### Reconocimientos
Lamb incluyó a «Irreplaceable» en su lista de las 100 mejores canciones pop de 2006 en el tercer lugar. Más tarde, Lamb clasificó a la canción en el número diecinueve en su lista de los 100 mejores canciones pop de la década de 2000, escribiendo: «Un elemento que hace que "Irreplaceable" resuene más profundo después de escucharla varias veces es el tema de la fuerza femenina y la independencia está en el centro de todo su álbum B'Day que incluye la canción. "Irreplaceable" va a recordar a muchos oyentes de los conceptos centrales de [la novela] Waiting to Exhale (1995) de Terry McMillan, que sigue siendo un referente cultural durante más de 15 años después de su lanzamiento». Mark Edward Nero de la misma publicación la clasificó como la novena mejor canción de R&B de 2006, y escribió: «Esta canción tiene clásica moderna escrita por todas partes». Los miembros del personal de Pitchfork Media catalogarizaron a la canción en el número 45 en su lista de las 100 mejores canciones del 2006. Shaheem Reid, Jayson Rodríguez y Rahman Dukes de MTV News colocaron la canción en el número tres de su lista de fin de año de las 27 canciones esenciales de R&B de 2007.
En 2009, Ryan Schreiber de Pitchfork Media posicionó a «Irreplaceable» en el número 183 en su lista de las 500 mejores canciones de la década del 2000. Barry Schwartz de Stylus Magazine escribió que «Irreplaceable» recaptura casi la perfección el sencillo debut de Beyoncé «Crazy in Love», y la describió como «suave pero desafiante», y además escribió: «A través de algunos rasgueos ventosos y una dulce [y] lastimera melodía, Beyonce entrega genuinamente su voz más emocional hasta la fecha, a vulnerables partes iguales, molesta, enojada, vengativa, resignada y apática». Por otro lado, Rolling Stone la clasificó en la sexagésima posición de su lista de las 100 mejores canciones de la década de 2000. En una encuesta de Billboard hecha por Erika Ramírez y Jason Lipshutz, de los «30 mayores éxitos de Beyoncé», «Irreplaceable» figuró en el puesto número dos. Al respecto, comentaron: «La balada que Ne-Yo co-escribió, una balada de tempo medio conmovió a muchos con su resistencia femenina». Mark Blankenship de NewNowNext elaboró una lista llamada «Canciones exitosas de Beyoncé: en orden de peor a mejor», en donde «Irreplaceable» fue incluida en la primera posición y la calificó como «perfecta».

## Recibimiento comercial

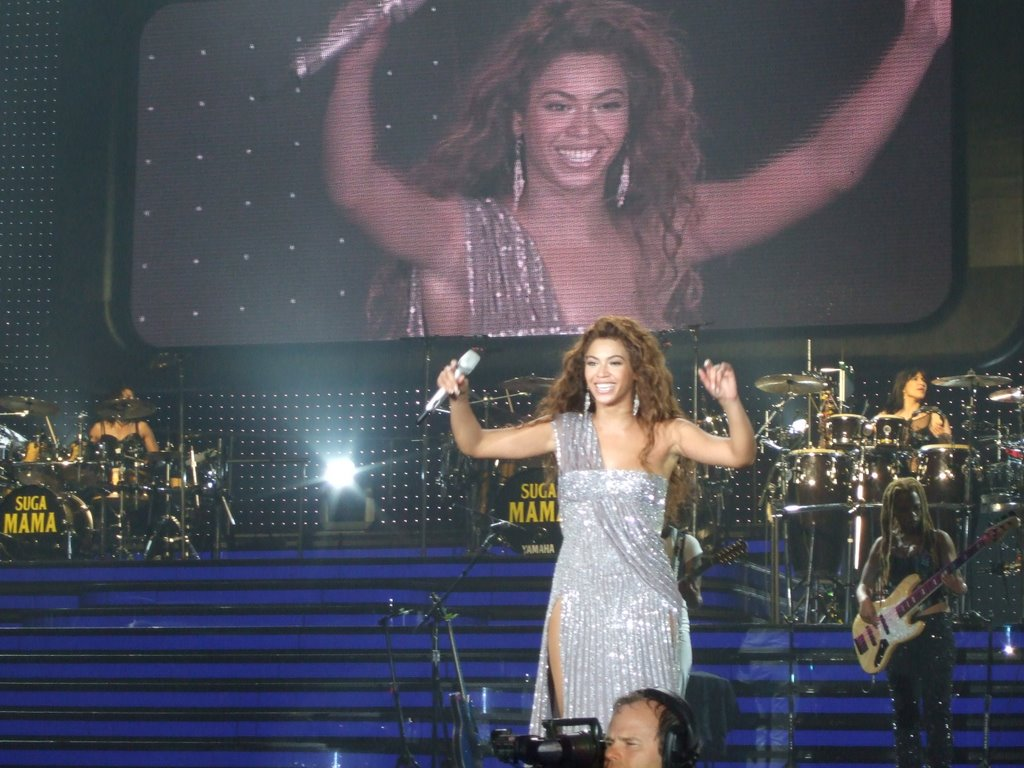
Beyoncé interpretando la canción durante la gira The Beyoncé Experience en 2007.

«Irreplaceable» entró en varias listas a nivel mundial, y se convirtió en el sencillo más exitoso de B'Day, solo hasta que «Beautiful Liar» fue lanzado en 2007. El 4 de noviembre de 2006, «Irreplaceable» debutó en diferentes listas de la revista estadounidense Billboard; en el Hot 100 estuvo en el número ochenta y siete, en el Pop 100, la canción debutó en la casilla noventa y uno, y en el Hot R&B/Hip-Hop Songs y Hot R&B/Hip-Hop Airplay, «Irreplaceable» debutó en ambas listas en la cuadragésima segunda posición, convirtiéndose en la primera canción del álbum en lograr la más alta posición en su primera semana en las listas de rhythm and blues. En el Hot 100, la canción subió en el conteo con rapidez, debido a su difusión radial, y a era que la más grande certificación Airplay Gainer durante seis semanas consecutivas a principios de diciembre de 2006. Tres semanas después del lanzamiento de «Irreplaceable», B'Day volvió a entrar en el top diez del Billboard 200. La canción alcanzó el número uno el 16 de diciembre, convirtiéndose en el cuarto sencillo número uno de Beyoncé como artista en solitario, y la segundo en 2006, después de «Check on It» (2005). El sencillo estuvo diez semanas consecutivas en el número uno y fue sustituido por «Say It Right» de Nelly Furtado el 24 de febrero de 2007. La canción pasó treinta semanas en la lista. La hazaña se logró después de «Gold Digger» (2005) de Kanye West con Jamie Foxx, pasará diez semanas en el primer lugar. «Irreplaceable» superó a las nueve semanas de «Baby Boy» en el número uno.
«Irreplaceable» también obtuvo el número uno en el Hot 100 Airplay durante once semanas consecutivas, y logró la primera posición en la lista de fin de año del Hot 100. Gracias a la canción, Beyonce consiguió estar por delante de Janet Jackson y Carole King y empatar en el tercer lugar con Diane Warren entre las compositoras femeninas con más números en la lista. Junto con «Check on It», la cantante también logró tener tres canciones compuestas por ella misma en la cima de la lista Hot 100 en un mismo año, ya que fue acreditada como escritora en «Grillz» de Nelly. En febrero de 2010, «Irreplaceable» fue certificada por la Recording Industry Association of America como el tono musical master de la década del 2000 hecho por una artista femenina. «Irreemplazable» se posicionó en la cuarta casilla del Hot Latin Songs, mientras que la versión original en inglés consiguió la décima posición. «Irreplaceable» también logró el número uno en las listas Dance/Club Play Songs, Hot Digital Songs, Pop Songs y Rhythmic Top 40, además logró el número veinte en el Canadian Hot 100. Fue certificada con disco de doble platino por la Recording Industry Association of America (RIAA) en 2007, por las ventas de dos millones de descargas. Además, fue certificada triple platino, lo que denota las ventas de tres millones de ringtones. De acuerdo con Nielsen SoundScan, «Irreplaceable» ha vendido más de 3 139 000 copias digitales en los Estados Unidos hasta octubre de 2012.
«Irreplaceable» también tuvo una buena recepción comercial en varios lugares de Europa; en el European Hot 100 Singles, llegó al puesto once. También alcanzó la casilla número cuatro en la UK Singles Chart, pasando 12 semanas en el top 20 y 25 en total en la lista. «Irreplaceable» se convirtió en uno de los sencillos de Beyoncé con más larga duración en el conteo, junto con «If I Were a Boy», «Single Ladies (Put a Ring on It)», «Halo», «Sweet Dreams» y Telephone. Tras la presentación y publicación de la canción en vivo desde Glastonbury, logró el número 33 en el UK Singles Chart y el 7 en el UK Indie Chart. En otras regiones, consiguió la primera posición en conteos de Hungría e Irlanda. Asimismo, se posicionó el top diez en listas de Dinamarca, Francia, Italia, Noruega, Países Bajos, República Checa y Suiza. En Oceanía, «Irreplaceable» debutó en el número ocho en la lista de sencillos de Australia, y alcanzó el puesto número uno durante tres semanas consecutivas, convirtiéndose en el primer y único sencillo de Beyoncé en alcanzar esa posición en Australia. Fue certificado platino por la Australian Recording Industry Association (ARIA) por de 70 000 copias vendidas en ese país. La canción apareció dos veces en las listas de fin de año de la ARIA, alcanzando el número veintitrés en 2006 y el número cuarenta y dos en 2007. «Irreplaceable» debutó en Nueva Zelanda en el número tres el 6 de noviembre de 2006, y se convirtió en la entrada más alta de la canción en cualquier otro conteo. Alcanzó el número uno y se mantuvo dieciocho semanas en la lista. Más tarde, recibió la certificación de disco de platino por parte de la Recording Industry Association of America (RIAA). «Irreplaceable» fue el décimo sencillo digital de mayor venta del 2007 con más de 4,6 millones de copias vendidas en todo el mundo.

## Vídeo musical
El vídeo musical de «Irreplaceable» fue dirigido por Anthony Mandler y se publicó en octubre de 2006. Fue rodado durante doce horas continuas. El clip incluye la primera aparición de la banda de mujeres de Beyoncé, The Mamas, quienes posteriormente realizan un cameo en el de «Green Light». El actor y bailarín Bobby Roache aparece en el vídeo como el exnovio de Beyoncé. Roache había trabajado previamente con la cantante como guardia de seguridad en el clip de «Ring the Alarm» y bailarín durante la presentación de «Déjà Vu» en Fashion Rocks. Roache dijo durante una entrevista para MTV que «fue duro trabajar con Beyoncé» ya que a veces olvidaba que estaba fingiendo: «Me dejé llevar por una gran cantidad de veces [...] Tuve que mantener en mi mente, "se supone que debo estar actuando"». Una parte del vídeo en donde se muestra a Beyoncé bailando en silueta delante de una puerta de cristal está inspirada en una película de James Bond. El clip fue incluido en el DVD B'Day Anthology Video Album (2007). En 2007, el vídeo musical logró más de veinte millones de reproducciones en YouTube. Luego, el clip fue editado para la versión en español, «Irreemplazable»; se estrenó en MiTRL de MTV Tr3s en enero de 2008.
El vídeo musical sigue la línea argumental de la letra de la canción. Comienza con Beyoncé recostada en una pared limando sus uñas en silencio mientras su expareja empaca sus cosas, ya que ella le ordenó marcharse. «Ella me dijo que empacara todas mis cosas, te estoy echado - el vídeo comienza de esa manera», señaló Roache. Luego, Beyoncé sigue su entonces lo sigue fuera de la casa y se apoya en un Jaguar XK 2007. Ella parece estar acariciándolo pretenciosamente y le quita su chaqueta. Él decide marcharse en un taxi. Roache dijo: «¿Qué hermano quiere pasar por eso?». Entre cortes, Beyoncé se empieza a arreglar y se pone un lápiz labial, con enormes rulos y vestida con una falda de talle alto. Seguido el puente, empieza una versión mezclada de la canción y Beyoncé empieza a cantar con su banda de mujeres, The Mamas. El vídeo termina con la cantante saludando a su nuevo novio en la puerta principal.

## Presentaciones en directo

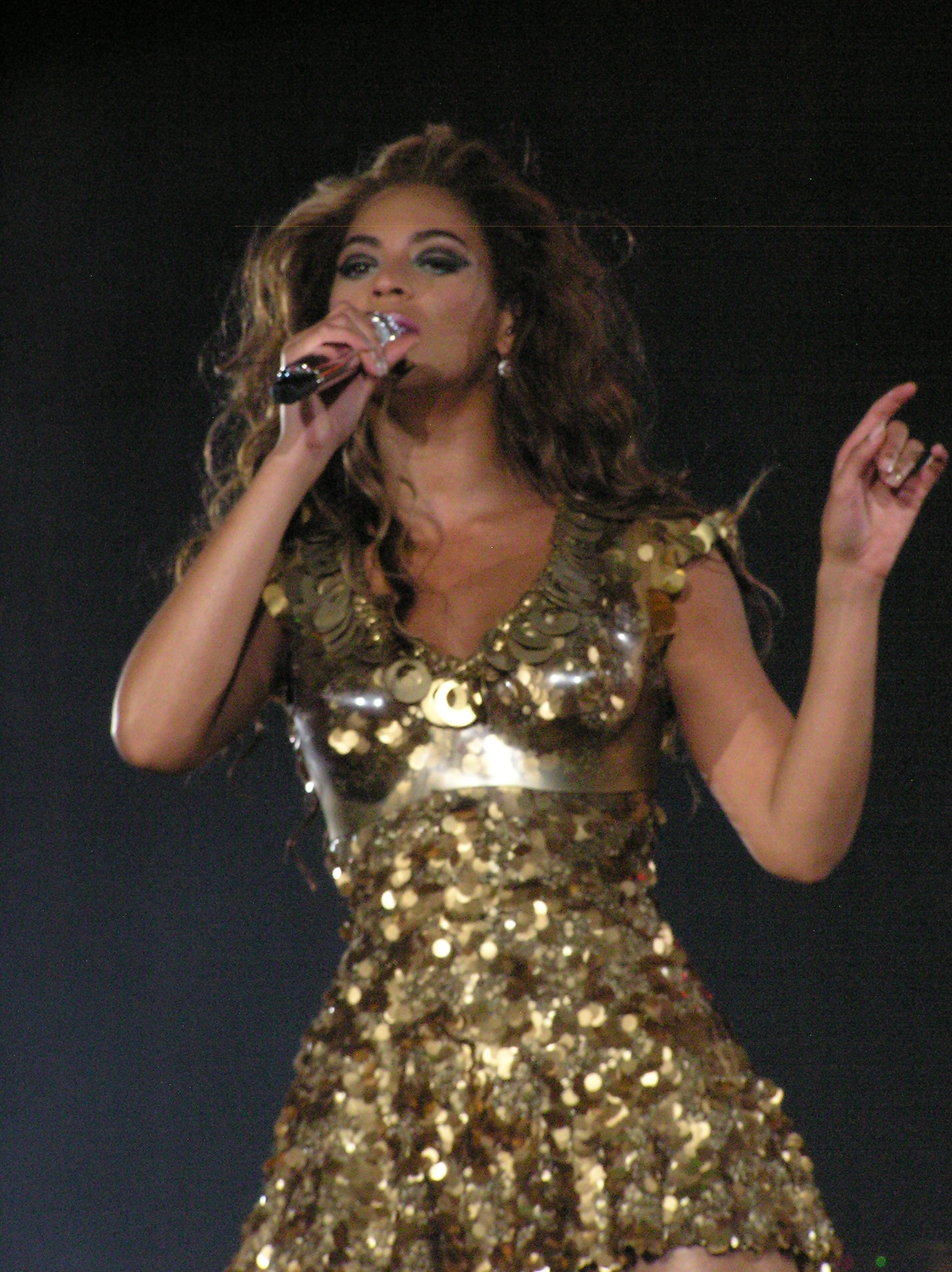
Beyoncé interpretando «Irreplaceable» en Newcastle en mayo de 2009 durante I Am... World Tour.

Beyoncé ha presentado «Irreplaceable» en vivo desde su publicación en 2006. Fue interpretada en The Ellen DeGeneres Show el 5 de septiembre de 2006. Ella abrió los Premios American Music de ese año con una interpretación de la canción, y llevaba un mini vestido brillante con lentejuelas. «Irreplaceable» fue incluida en el repertorio de su tres últimas giras hasta el momento: The Beyoncé Experience (2007), I Am... World Tour (2009-10) y The Mrs. Carter Show World Tour (2013). Durante The Beyoncé Experience, la canción era el tema de cierre del espectáculo. El 2 de abril de 2007, Beyoncé apareció en Today para promover la edición de lujo de B'Day, que fue publicada al día siguiente. Durante dicha interpretación, ella presentó la versión spanglish de la canción junto con «Green Light». El 5 de agosto, Beyoncé cantó «Irreplaceable» en el Madison Square Garden en Manhattan, Nueva York. Shaheem Reid de MTV News escribió: «"Irreplaceable" puso fin a la noche, pero antes de que el acto principal [Beyoncé] cantara una nota, le dijo a la audiencia que ella cantó dos horas para que ellos y que era el momento de que cantaran para ella. Así que todo el Garden cantó el primer verso de la canción;  Beyoncé misma cerró oficialmente [el concierto] cantando su propia canción al final».
En el Staples Center de Los Ángeles, Beyoncé interpretó «Irreplaceable» sin bailarines ni instrumentación en vivo. A medida que el público cantaba la primera parte, ella caminó por el escenario y señaló que los miembros del público le gritaron «te veo», y describió la ropa o las señales que le hacían. Luego Beyoncé comenzó a interpretar «Irreplaceable». Dicha presentación fue incluida en el DVD y álbum en directo The Beyoncé Experience Live, publicado en 2007. La cantante la incluyó durante la lista de canciones de su tercera gira I Am... World Tour (2009-10). Beyoncé cantaba «Irreplaceable» seguida de un popurrí de «Baby Boy» y «You Don't Love Me (No, No, No)». El 29 de junio de 2009, en Sunrise, Florida, la cantante llevaba un leotardo de color oro brillante adornado con una falda del mismo color durante la interpretación. Mientras cantaba, se proyectaron gráficos animados de tocadiscos, amplificadores y otros equipos de sonido por detrás de Beyoncé, los bailarines y los músicos. Beyoncé estuvo acompañada por dos bateristas, dos tecladistas, un percusionista, una sección de vientos, su grupo de coros The Mamas y la guitarrista y directora de banda, Bibi McGill. Varias interpretaciones de «Irreplaceable», incluyendo las de los conciertos en São Paulo, Dublín y Londres, fueron incluidas en I Am... World Tour (2010), un DVD y álbum en vivo grabado durante la gira.
Beyoncé la interpretó durante un concierto en el Palais Nikaïa de Niza, Francia, el 20 de junio de 2011, donde utilizó un vestido de color rosado. Beyoncé también la cantó durante su presentación en Festival Glastonbury de 2011; fue publicada como sencillo benéfico para recaudar fondos para Oxfam, Greenpeace y WaterAid. De acuerdo con NME, «"Irreplaceable" [en el Festival de Glastonbury] provocó un singalong masivo, con la multitud tomando la iniciativa en todo el primer verso». En 2012, Beyoncé la incluyó en el repertorio de su revista Revel Presents: Beyoncé Live en Atlantic City, Nueva Jersey en el hotel, resort, casino y spa, Revel. Ella interpretó la canción en el escenario de lado a lado. Según Erika Ramírez de Billboard, Beyoncé «sonrió con gratitud» durante la presentación de la canción. Durante The Mrs. Carter Show World Tour (2013), su última gira hasta la fecha, Beyoncé interpretó «Irreplaceable» en el escenario Bey. En su presentación en el Staples Center de Los Ángeles el 28 de junio, la cantante la presentó tras una «transición a un singalong [con la] audiencia enérgica».

## Versiones de otros artistas

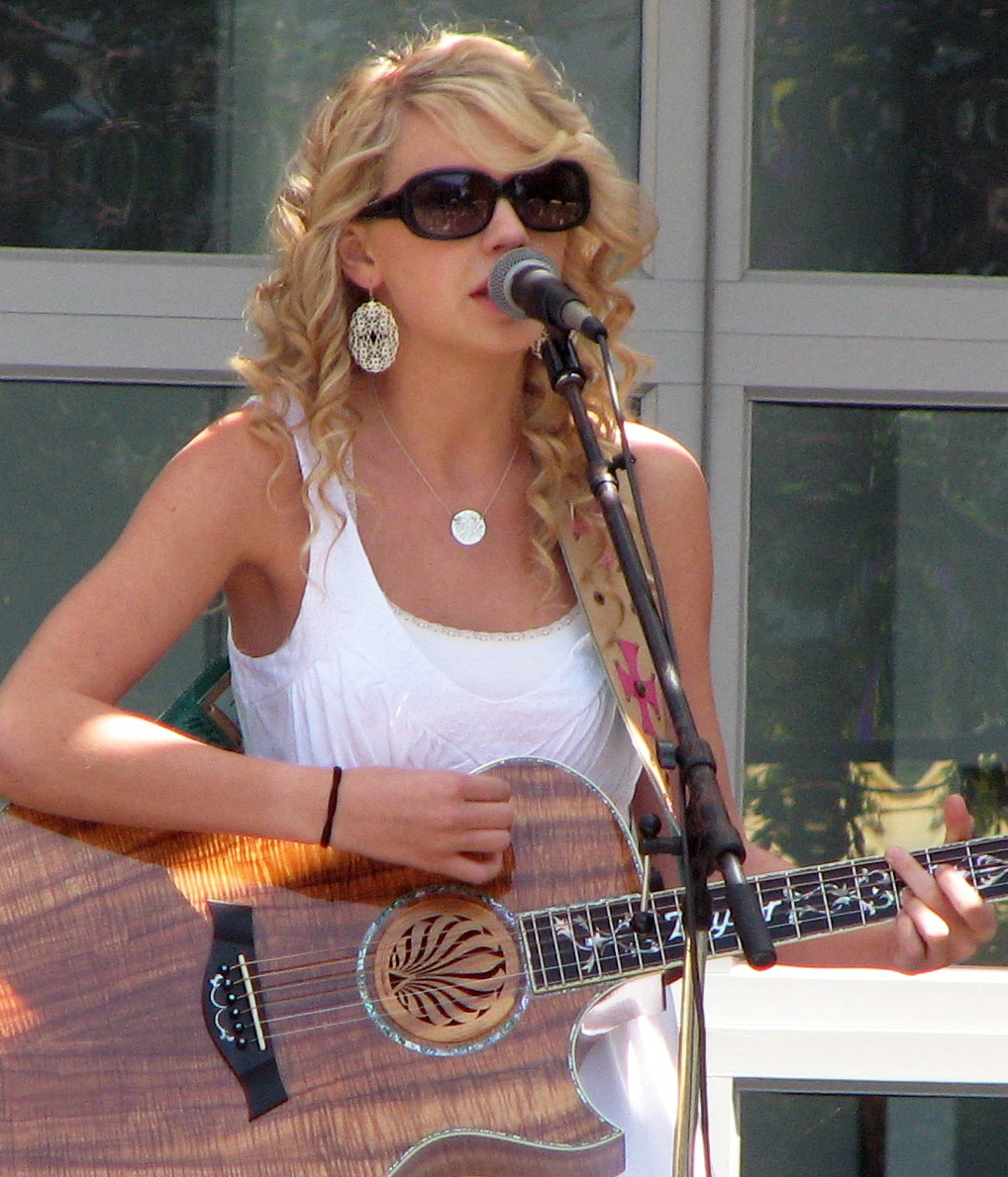
Taylor Swift es una de las artistas que versionó «Irreplaceable».

Desde su publicación, «Irreplaceable» ha sido versionada por diferentes artistas. En 2007, la cantautora Gregory and the Hawk, Taylor Swift y la cantante filipina Sabrina hicieron cada una su propia versión de la canción. La banda estadounidense Sugarland cantó una versión country de la canción junto con Beyoncé como invitada sorpresa en la entrega de los Premios American Music del mismo año. La música británica Kate Nash versionó «Irreplaceable» en enero de 2008. Asimismo, en noviembre de 2009, Damon Thomas del equipo de producción The Underdogs realizó su versión de la canción. Un grupo llamado Faith, que consta de Michelle Delamor, Ashley Rodríguez y Charity Vance, cantó «Irreplaceable» en el episodio de «noche de grupos» de la novena temporada de American Idol el 10 de febrero de 2010. En 2011, la cantante canadiense Maria Aragon y la cantante sur coreana G.NA versionaron la canción. El cantante estadounidense Andy Grammer interpretó «Irreplaceable» en la estación de radio The Lounge Mix 104.1 y luego la publicó el video de su interpretación en su página de YouTube en junio de 2011. Durante el final de la décima temporada de American Idol el 25 de mayo de 2011, las concursantes femeninas se unieron en el escenario para interpretar la canción junto con otros temas de Beyoncé.
La banda estadounidense Sleigh Bells realizaron una versión acústica de la canción durante sus sesiones en los estudios Maida Vale, y luego la publicaron en el programa del disc jockey Zane Lowe en la BBC Radio 1 el 6 de marzo de 2012. David Greenwald de la revista Billboard comentó que su versión era «etérea». Ray Rahman de Entertainment Weekly describió la versión como «¡realmente buena!... Alexis Krauss [la vocalista] también tiene un fondo teen-pop gracias a sus días Rubyblue, por lo que en realidad no es tan sorprendente que ella pueda encontrar a alrededor de su distancia un sencillo top 40 tan bueno». No obstante, Maura Johnston de The Village Voice dio una crítica negativa, diciendo: «Krauss suspira su camino a través de la canción, convirtiendo su voz en un maullido que suena como si estuviera tratando de cantar junto con la radio mientras que no está siendo escuchada por sus compañeros de habitación o cualquier otro lugar fuera de un radio de seis pulgadas... Además, algunos de los acordes de guitarra están un poco fuera [de lugar] .... es un poco decepcionante».

## Formatos y lista de canciones
- Ediciones digitales:

| Descarga digital |                                                   |          |  |
| N.º              | Título                                            | Duración |  |
| 1.               | «Irreplaceable» (versión del álbum)               | 3:47     |  |
| 2.               | «Ring the Alarm» (Freemasons Club Mix Radio Edit) | 3:27     |  |

| Descarga digital — EP |                                     |          |  |
| N.º                   | Título                              | Duración |  |
| 1.                    | «Irreplaceable» (versión del álbum) | 4:47     |  |
| 2.                    | «Déjà Vu» (Freemasons Club Mix)     | 8:05     |  |
| 3.                    | «Déjà Vu» (The Remix)               | 3:54     |  |

| Descarga digital — Remezclas |                                                             |          |  |
| N.º                          | Título                                                      | Duración |  |
| 1.                           | «Irreplaceable» (Ralphi Rosario & Craig J Housed Radio Mix) | 4:08     |  |
| 2.                           | «Irreplaceable» (Ralphi Rosario & Craig J Housed Club Mix)  | 8:51     |  |
| 3.                           | «Irreplaceable» (Ralphi Rosario Hydrate Dub)                | 9:27     |  |
| 4.                           | «Irreplaceable» (Maurice Joshua Radio Mix)                  | 4:05     |  |
| 5.                           | «Irreplaceable» (Maurice Joshua Club Mix)                   | 7:06     |  |
| 6.                           | «Irreplaceable» (con Ghostface Killah)                      | 4:45     |  |
| 7.                           | «Irreplaceable» (DJ Speedy Remix)                           | 4:20     |  |

| Descarga digital — Remezcla |                                             |          |  |
| N.º                         | Título                                      | Duración |  |
| 1.                          | «Irreplaceable» (Maurice Joshua Remix Edit) | 4:05     |  |

- Ediciones físicas:

| Sencillo en CD |                                                   |          |  |
| N.º            | Título                                            | Duración |  |
| 1.             | «Irreplaceable» (versión del álbum)               | 3:47     |  |
| 2.             | «Ring the Alarm» (Freemasons Club Mix Radio Edit) | 3:27     |  |

| Maxisencillo |                                                         |          |  |
| N.º          | Título                                                  | Duración |  |
| 1.           | «Irreplaceable» (versión del álbum)                     | 3:47     |  |
| 2.           | «Ring the Alarm» (Freemasons Club Mix Radio Edit)       | 3:27     |  |
| 3.           | «Ring the Alarm» (Karmatronic Remix)                    | 3:10     |  |
| 4.           | «Ring the Alarm» (Transformas Remix) (con Collie Buddz) | 4:12     |  |
| 5.           | «Ring the Alarm» (vídeo musical)                        | 3:28     |  |

| Vinilo de 12" |                                                            |          |  |
| N.º           | Título                                                     | Duración |  |
| 1.            | «Irreplaceable» (versión del álbum) (Lado A)               | 3:47     |  |
| 2.            | «Irreplaceable» (versión instrumental) (Lado A)            | 3:43     |  |
| 3.            | «Ring the Alarm» (Freemasons Club Mix Radio Edit) (Lado B) | 3:10     |  |
| 4.            | «Ring the Alarm» (versión del álbum) (Lado B)              | 4:12     |  |

| Disco compacto y DVD |                                     |          |  |
| N.º                  | Título                              | Duración |  |
| 1.                   | «Irreplaceable» (versión del álbum) | 3:48     |  |
| 2.                   | «Listen» (versión del álbum)        | 3:39     |  |
| 3.                   | «Irreplaceable» (vídeo musical)     | 4:11     |  |
| 4.                   | «Listen» (en vivo)                  | 3:47     |  |

## Listas y certificaciones
| País (Lista)                                   | Mejor posición |
| ---------------------------------------------- | -------------- |
| Alemania (Media Control Charts)                | 11             |
| Australia (ARIA Singles Chart)                 | 1              |
| Austria (Ö3 Austria Top 40)                    | 11             |
| Bélgica — Flandes (Ultratop 50)                | 13             |
| Bélgica — Valonia (Ultratop 40)                | 25             |
| Canadá (Canadian Hot 100)                      | 20             |
| Canadá (Hot Canadian Digital Singles)          | 3              |
| Dinamarca (Tracklisten)                        | 9              |
| Estados Unidos (Billboard Hot 100)             | 1              |
| Estados Unidos (Dance/Club Play Songs)         | 1              |
| Estados Unidos (Digital Songs)                 | 1              |
| Estados Unidos (Hot 100 Airplay)               | 1              |
| Estados Unidos (Hot Adult Contemporary Tracks) | 10             |
| Estados Unidos (Hot Latin Songs)               | 10             |
| Estados Unidos (Hot R&B/Hip-Hop Songs)         | 1              |
| Estados Unidos (Hot Ringtones)                 | 2              |
| Estados Unidos (Hot Singles Sales)             | 1              |
| Estados Unidos (Pop 100)                       | 1              |
| Estados Unidos (Pop Songs)                     | 1              |
| Estados Unidos (Rhythmic Top 40)               | 1              |
| Europa (European Hot 100 Singles)              | 11             |
| Europa (European Radio Airplay)                | 1              |
| Francia (SNEP)                                 | 10             |
| Francia (SNEP classement radio)                | 3              |
| Hungría (Mahasz)                               | 1              |
| Irlanda (Irish Singles Chart)                  | 1              |
| Italia (Top Digital Download)                  | 10             |
| Noruega (VG-lista)                             | 8              |
| Nueva Zelanda (RIANZ)                          | 1              |
| Países Bajos (Dutch Top 40)                    | 3              |
| Reino Unido (UK Singles Chart)                 | 4              |
| Suecia (Sverigetopplistan)                     | 19             |
| Suiza (Schweizer Hitparade)                    | 9              |
| Venezuela (Record Report Pop/Rock)             | 4              |

| País (Lista)                              | Mejor posición |
| ----------------------------------------- | -------------- |
| Alemania (Media Control Charts)           | 78             |
| Estados Unidos (Hot Latin Songs)          | 4              |
| Estados Unidos (Latin Pop Airplay)        | 21             |
| Estados Unidos (Latin Tropical Airplay)   | 23             |
| Finlandia (Suomen virallinen singlelista) | 13             |
| Italia (Top Digital Download)             | 3              |

| País (Lista)                   | Mejor posición |
| ------------------------------ | -------------- |
| Reino Unido (UK Singles Chart) | 33             |
| Reino Unido (UK Indie Chart)   | 7              |

| País (Lista — 2006)                            | Posición |
| ---------------------------------------------- | -------- |
| Australia (ARIA Singles Chart)                 | 23       |
| Australia (ARIA Urban Singles Chart)           | 16       |
| Irlanda (Irish Singles Chart)                  | 17       |
| Suiza (Schweizer Hitparade)                    | 96       |
| Reino Unido (UK Singles Chart)                 | 29       |
| País (Lista — 2007)                            | Posición |
| Alemania (Media Control Charts)                | 79       |
| Australia (ARIA Singles Chart)                 | 42       |
| Australia (ARIA Urban Singles Chart)           | 19       |
| Estados Unidos (Billboard Hot 100)             | 1        |
| Estados Unidos (Dance/Club Play Songs)         | 43       |
| Estados Unidos (Digital Songs)                 | 9        |
| Estados Unidos (Hot 100 Airplay)               | 1        |
| Estados Unidos (Hot Adult Contemporary Tracks) | 24       |
| Estados Unidos (Hot R&B/Hip-Hop Songs)         | 7        |
| Estados Unidos (Hot Ringtones)                 | 6        |
| Estados Unidos (Hot Singles Sales)             | 3        |
| Estados Unidos (Pop 100)                       | 3        |
| Estados Unidos (Rhythmic Top 40)               | 3        |
| Francia (SNEP classement radio)                | 67       |
| Hungría (Mahasz)Hungría                        | 44       |
| Italia (Top Digital Download)                  | 53       |
| Países Bajos (Dutch Top 40)                    | 99       |
| Reino Unido (UK Singles Chart)                 | 29       |

| País (Lista)                     | Mejor posición |
| -------------------------------- | -------------- |
| Estados Unidos (Hot Latin Songs) | 49             |
| Italia (Top Digital Download)    | 89             |

| País (Lista — 2000-09)                 | Posición |
| -------------------------------------- | -------- |
| Estados Unidos (Billboard Hot 100)     | 25       |
| Estados Unidos (Hot R&B/Hip-Hop Songs) | 45       |
| Estados Unidos (Pop Songs)             | 40       |

| País           | Certificación         |
| -------------- | --------------------- |
| Australia      | Platino               |
| Estados Unidos | 2× Platino            |
| Estados Unidos | 3× Platino (ringtone) |
| Canadá         | Platino (ringtone)    |
| Nueva Zelanda  | Platino               |

## Premios y nominaciones
«Irreplaceable» fue nominada en distintas ceremonias de premiación. A continuación, una lista con algunas de las candidaturas que obtuvo la canción y su vídeo musical:
| Año  | Ceremonia de premiación                     | Premio                                                         | Resultado | Ref.           |
| ---- | ------------------------------------------- | -------------------------------------------------------------- | --------- | -------------- |
| 2007 | Black Entertainment Television (BET) Awards | Vídeo del año                                                  | Ganador   | [ 179 ] [ 16 ] |
| 2007 | Nickelodeon's Kids' Choice Awards 2007      | Canción favorita                                               | Ganador   | [ 180 ]        |
| 2007 | Soul Train Music Awards                     | Mejor sencillo R&B/Soul por una mujer                          | Ganador   | [ 9 ]          |
| 2007 | Soul Train Music Awards                     | Premio Michael Jackson para mejor vídeo musical R&B/Soul o Rap | Nominado  | [ 9 ] [ 181 ]  |
| 2007 | MTV Video Music Awards 2007                 | Vídeo del año                                                  | Nominado  | [ 17 ]         |
| 2007 | Premios MTV Australia                       | Vídeo del año                                                  | Nominado  | [ 182 ]        |
| 2007 | Premios MTV Australia                       | Mejor vídeo femenino                                           | Nominado  | [ 182 ]        |
| 2007 | VH1 Soul Vibe                               | Canción del año                                                | Nominado  | [ 183 ]        |
| 2008 | ASCAP Pop Music Awards                      | Canción más interpretada                                       | Ganador   | [ 19 ]         |
| 2008 | Premios Grammy                              | Grabación del año                                              | Nominado  | [ 184 ] [ 10 ] |
| 2008 | Premios People's Choice                     | Canción favorita de pop                                        | Nominado  | [ 185 ]        |

## Créditos y personal
Grabación
- Grabado en los estudios Sony Music en Nueva York, Nueva York en 2006.
- Mezclado en The Record Plant, Los Ángeles, California, y estudios Sony Music en Nueva York, Nueva York.

Personal
- Amund Bjorklund: composición
- Beyoncé Knowles: voz, composición y producción
- Brian Gardner: masterización
- Daniel Kojo Poku y Tim Blacksmith: administración
- Espen Lind: guitarra y composición
- Jason Goldstein: mezcla
- Jim Caruana y Geoff Rice: grabación
- Mikkel S. Eriksen y Tor Erik Hermansen (Stargate): composición, producción y multiinstrumentistas
- Rob Kinelski: asistente de grabación
- Steve Tolle: asistente de mezcla
- Shaffer Smith: coproducción y composición

Créditos adaptados a partir de las notas de B'Day, Columbia Records, Music World Entertainment.